# Клинтон, Джеймс
Джеймс Клинтон (англ. James Clinton; 9 августа 1736 — 22 сентября 1812) — офицер Континентальной армии и американский политик, участник Войны за независимость США. В 1779 году принял участие в Экспедиции Салливана, крупномасштабной военной операции против лоялистов и четырёх племён ирокезов, поддержавших Британскую империю во время Американской революции.
После ухода из армии стал заниматься политикой и был членом Ассамблеи и сенатором штата Нью-Йорк. Клинтон также является одним из основателей Ордена Цинцинната в штате Нью-Йорк.

## Биография

### Ранние годы
Джеймс Клинтон родился в Литл-Бритейне в провинции Нью-Йорк в 1736 году. Его родителями были офицер британской армии Чарльз Клинтона и Элизабет Деннистон, которые иммигрировали в Америку из Ирландии. Когда началась Война с французами и индейцами Клинтон записался в ополчение округа Альстер и в 1759 году получил чин капитана. После окончания войны он покинул армию и женился на Мэри Де Витт.

### Американская революция
Когда началась Американская революция Клинтон примкнул к патриотам и вступил в Континентальную армию. Весной 1776 года он принял командование 2-м Нью-Йоркским полком и через несколько месяцев был повышен до бригадного генерала. Клинтон принял участие в Саратогской кампании, а после её окончания был направлен на север провинции Нью-Йорк для противодействия рейдам ирокезов и лоялистов. В июне 1778 года Военный совет Континентального конгресса пришёл к выводу, что война с конфедерацией ирокезов неизбежна и призвал к крупной экспедиции в 3000 человек, направленной к форту Детройт и аналогичному вторжению в страну ирокезов, чтобы покарать индейцев. Несмотря на эти планы, экспедиция состоялась только в следующем году.
Совместно с Филипом Скайлером Джордж Вашингтон разработал план кампании, который включал в себя три удара. Основные силы под командованием Джона Салливана должны были продвигаться вверх по реке Саскуэханне из Пенсильвании. Вторая армия численностью около 1000 солдат во главе с Джеймсом Клинтоном должна была выступить из долины Мохок, а третья — которую возглавил бы полковник Дэниел Бродхед — выдвинуться из Питтсбурга на север. Все три войска должны были соединиться на землях сенека, самом западном племени конфедерации ирокезов.
Бригада под командованием Клинтона собралась в Канаджохари на реке Мохок. 200 лодок, приготовленных для его армии, были переправлены по суше из Олбани в Скенектади. Там они были загружены трёхмесячным запасом продовольствия и отправлены вверх по реке под конвоем 3-го Нью-Йоркского полка полковника Питера Гансеворта и 4-го Пенсильванского полка полковника Уильяма Батлера. 17 июня в Канаджохари прибыл генерал Клинтон и возглавил войско, общая численность которого составила 2107 человек.
Из Канаджохари он отправился к озеру Отсиго. В течение шести дней его войско преодолело тяжёлую дорогу протяжённостью 39 км. Около 500 гружёных фургонов преодолели путь через лес от реки Мохок до озера Отсиго, перевозя лодки, провизию и солдат. Далее припасы и люди были погружены на лодки, которые сплавлялись по озеру к южному берегу и пришвартовывались. Поскольку уровень воды в озере был низкий, Клинтон приказал своим людям перекрыть Саскуэханну, вытекающую из Отсиго, одновременно отправив сотню солдат расчистить и расширить устье притока. 2 июля генерал разместил свой штаб на южном берегу Отсиго и стал ждать приказа Салливана о выдвижении.
9 августа от Салливана поступил приказ отправляться в Тайогу. Клинтон отдал распоряжение выстроить все лодки в линию близ истока Саскуэханны и подготовиться к отплытию следующим утром. В 6 часов утра запруда была сломана и лодки отправились в путь, в одной из которых находился Клинтон. Солдаты двигались вдоль обоих берегов реки со стрелковым корпусом Батлера в авангарде.
12 августа бригада Клинтона достигла Унадиллы, а двумя днями позже — Онакуаги. Оба поселения были сожжены и разрушены экспедицией Уильяма Батлера в прошлом году. Люди Клинтона отдыхали два дня в ожидании прибытия нью-йоркских ополченцев подполковника Альберта Полинга, но те так и не появились. Не обнаружив никаких следов их присутствия поблизости, генерал продолжил путь вниз по реке, сжигая заброшенные индейские поселения. Полинг прибыл в Онакуагу два дня спустя после ухода Клинтона и решил вернуться — его ополченцы так и не присоединились к кампании против ирокезов.
Действия при Шеманге заставили Салливана заподозрить, что ирокезы попытаются атаковать его расколотые силы, и на следующий день он отправил на соединение с Клинтоном войско под командованием бригадного генерала Инока Пура, чтобы найти Клинтона и сопроводить его в форт Салливан. Вечером 18 августа к Клинтону прибыли двое людей Пура с известием, что их лагерь находится в 13 км отсюда в устье ручья Чоконат-Крик. На следующий день бригада Клинтона соединилась с людьми Пура и Хэнда, которые занимались сожжением очередной индейской деревни. С солдатами Клинтона в авангарде и Пура в арьергарде, объединённые силы прошли более 25 км и на закате достигли устья Овего-Крик, где сильный дождь задержал их до 20 августа. Пока они ждали окончания ливня, отряд солдат в двух километрах от их стоянки разрушил Овего, индейскую деревню из 20 домов. 22 августа войско Клинтона и Пура присоединилось к Салливану в его лагере на западном берегу Саскуэханны.
29 августа войско Салливана и Клинтона одержало победу над лоялистами и ирокезами в сражении при Ньютауне, а позднее уничтожило 40 индейских поселений, 160 000 бушелей кукурузы и огромное количество овощей и плодовых деревьев.

### Поздние годы
После окончания кампании против ирокезов Клинтон возглавил Северный департамент Континентальной армии, а осенью 1781 года участвовал в осаде Йорктауна. После ухода из Континентальной армии в 1783 году он стал одним из основателей Ордена Цинцинната в штате Нью-Йорк. Клинтон стал заниматься политикой и был членом Ассамблеи и сенатором штата Нью-Йорк. Он умер в 1812 году в Литл-Бритейне.

## Семья
В 1765 году Клинтон женился на Мэри Де Витт (1737—1795). В этом браке родились семеро детей:
- Александр Клинтон (1765–1787), утонул в реке Гудзон.
- Чарльз Клинтон (1767–1829). Был женат на Элизабет Маллинер (1770—1865).
- Девитт Клинтон (1769–1828), сенатор от штата Нью-Йорк, 6-й и 8-й губернатор штата Нью-Йорк, 47-й, 49-й и 51-й мэр Нью-Йорка.
- Джордж Клинтон[англ.] (1771–1809), конгрессмен от штата Нью-Йорк.
- Мэри Клинтон (1773–1808). Вышла замуж за Роберта Беррейджа Нортона. После смерти Нортона её мужем стал судья Эмброуз Спенсер[англ.] (1765–1848).
- Элизабет Клинтон (1776–1832). Была замужем за Уильямом Стюартом.
- Кэтрин Клинтон (1778–1837). Была замужем за Сэмюэлем Лейком Нортоном, братом мужа её сестры Мэри. После его смерти она вышла замуж за Эмброуза Спенсера, вдовца её сестры.

Его второй женой была Мэри Грей (1768–1835), вдова Александра Грея (1762–1795), уроженца Ирландии. У Джеймса и Мэри было шестеро детей:
- Джеймс Дж. Клинтон, умер младенцем.
- Кэролайн Ханна Клинтон (1800–1864). Была замужем за Чарльзом Огастесом Дьюи (1793—1866), помощником судьи Верховного суда штата Массачусетс.
- Эмма Литтл Клинтон (1802–1823). Не была замужем.
- Джеймс Грэм Клинтон[англ.] (1804–1849), конгрессмен от штата Нью-Йорк.
- Летиция Клинтон (1806–1842). Была замужем за доктором Фрэнсисом Болтоном (1804—1849).
- Анна Клинтон (1809–1833). Была замужем за лейтенантом Эдвардом Россом.